# قريضه السفلى (إب)

تعديل مصدري - تعديل

قريضه السفلى هي إحدى قرى عزلة شعب يافع بمديرية إب التابعة لمحافظة إب، بلغ تعداد سكانها 176 نسمة حسب تعداد اليمن لعام 2004.